# Хриса Кувеліоту
Хриса Кувеліоту (1956 , Афіни ) — американська вчена грецького походження, одна з провідних у світ фахівців з астрофізики високих енергій
, 
колишній провідний науковий співробітник Центру космічних польотів імені Джорджа Маршалла при NASA (до 2015 року) 
, 
професор астрофізики фізичного факультету Університету Джорджа Вашингтона
. 
Була головним дослідником у численних наукових проектах у США та Європі, а також ініціатором міжнародних проектів
. 
За свої передові дослідження та фундаментальний внесок в астрономію та астрофізику, зокрема за значні досягнення та відкриття при вивченні гамма-спалахів та магнітарів , була нагороджена низкою нагород. 
2012 журнал «Time» помістив ім'я Кувеліоту до списку 25 найвпливовіших людей з вивчення космічного простору
. 
Входить до десятки найцитованіших у світі вчених у галузі науки про космос.

## Біографія
Народилася в 1956 році в Афінах (Аттика, Греція). 
З дошкільних років захоплювалася астрономією
. 
Натхнена досягненням американського астронавта Ніла Армстронга, який в 1969 році вперше ступив на поверхню Місяця, Христа захотіла стати астронавтом. 
Так як у Греції була розвинена ця галузь, то її кінцевий вибір впав на астрономію
.
В 1975 році закінчила Афінський національний університет імені Каподистрії зі ступенем бакалавра наук у галузі фізики.
В 1977 році здобула ступінь магістра наук з астрономії у Сассекському університеті (Велика Британія). 
Дисертація Кувеліоту називалася «The Sodium emission cloud around Io: mapping and correlation with Jupiter's magnetic field»
.
В 1981 закінчила Мюнхенський технічний університет (Німеччина), де здобула ступінь доктора філософії з астрофізики
. 
Є, ймовірно, першим у світі вченим, що здобув докторський ступінь з вивчення гамма-сплесків
.
В 1982-1994 роках викладала фізику та астрономію в Афінському національному університеті імені Каподистрії. 
Кожну відпустку відвідувала США, будучи запрошеним ученим Центру космічних польотів Годдарда при NASA 
. 
Згодом переїхала працювати до США
..
В 2004-2015 роках працювала у Центрі космічних польотів імені Джорджа Маршалла в NASA (з 2013 - провідний науковий співробітник Управління науки і технології, дослідження в галузі астрофізики високих енергій)

Автор численних публікацій у наукових журналах , що рецензуються , у тому числі присвячених вивченню рентгенівських подвійних зірок, сонячних спалахів і злиття галактичних кластерів
.
Член численних міжнародних консультативних комітетів, рад та рецензійних комісій різних організацій, включаючи NASA та Європейське космічне агентство
.

## Науково-дослідна діяльність та досягнення
З 1991 року, будучи науковим співробітником NASA, Кувеліоту проводила великі дослідження низки астрономічних явищ, включаючи чорні діри, нейтронні зорі та гамма-сплески (ГВ). 
Зокрема вона була членом наукових груп реєстратора ГВ GBM, космічної обсерваторії NuSTAR, космічного апарата ISEE-3, супутника Solar Maximum Mission та монітора BATSE
. 
Її значний внесок у астрономію та астрофізику поглибив наукове розуміння транзієнтних явищ у Галактиці Чумацький Шлях та у Всесвіті. Крім встановлення специфічних властивостей ГВ, 1997 року Кувеліоту брала участь у дослідженнях, завдяки яким було встановлено позагалактичний характер джерел ГВ. 
В 1998 вона і її команда також вперше підтвердили виявлення надщільних нейтронних зорь, названих магнітарами.
.
На початок 2020-х за підтримки NASA бере участь у реалізації місії «Афіна», та є членом двох робочих груп. 
Запуск космічного телескопа планується в 2028
.

## Нагороди та визнання
- 2002: Премія Декарта (спільно з Едом ван ден Гевелем[en] тощо)[17];
- 2003: Премія Бруно Россі (спільно з Робертом Дунканом і Крістофером Томпсоном)[18]
- 2013-2016: віце-президент Американського астрономічного товариства (AAS)[19];
- 2005: NASA Space Act Award[20];
- 2012: Премія Денні Гайнемана з астрофізики[21];
- 2012: медаль NASA «За виняткові заслуги»[en][22];
- 2013: член Національної академії наук США (NAS)[23];
- 2014: почесний доктор Сасекського університету[1];
- 2014: почесний доктор Амстердамського університету[24].
- 2015: член комітету з номінацій APS[25];
- 2015: іноземний член Королівської академії наук та мистецтв Нідерландів[26];
- 2016: член-кореспондент Афінської академії наук[27];
- 2020: дійсний член Американського астрономічного товариства. [28]
- 2021: Премія Шао (спільно з Вікторія Каспі).[29]
- 2022: член Вченої ради ERC.[30]
- дійсний член Американського фізичного товариства (APS)[31];
- голова Відділу астрофізики APS (у минулому);
- віце-голова (1995-1996, 2008-2009), голова (2010-2012) та колишній голова (2012-2014) Відділу астрофізики високих енергій AAS [32];
- член Комітету з астрономії та астрофізики NAS (у минулому);
- член Міжнародного союзу теоретичної та прикладної фізики[en] (IUPAP)[33][34];
- дійсний член Американської асоціації сприяння розвитку науки (AAAS) (секція астрономії)[35][36];
- член Європейського космічного агентства (ESA);
- член Міжнародного астрономічного союзу (IAU)[37];
- президент Відділу астрофізики високих енергій та фундаментальної фізики IAU[37];;
- член Американської академії мистецтв та наук[38];
- член Ради Американської асоціації спостерігачів змінних зірок (AAVSO)[17];